# 柏木川 (南丹市)
柏木川（かしわぎがわ）は、京都府南丹市日吉町四ツ谷を流れる淀川三次支流の準用河川である。

## 地理
柏木川は、柏木トンネルの四ツ谷側にある柏木谷の水を集め、南丹市道柏木線に沿って北西流し、柏木橋（田原川、京都府道19号園部平屋線）の下流で田原川左岸に流入する。柏木トンネル出口から田原川合流地点までは約800ｍ。準用河川としては、日吉町四ッ谷柏木33番地・40番地から四ッ谷木塚13番地・11番地3までの170ｍとなっている。

## 流域の村
南丹市
- 日吉町
  - 五ヶ荘地域
    - 四ツ谷
      - 中組[4]

## 流域にある施設
- 四ツ谷雨量観察所 – 四ツ谷柏木5
京都府南丹土木事務所が管理するテレメータ観測所[5]
- ふるさとファーム五ヶ荘 – 四ツ谷柏木14
元気ねっと！五ヶ荘が運営する農産物直売所[6]
- 南丹市五ヶ荘地域活性化センター「森の学舎 五ヶ荘」 – 四ツ谷柏木14
住みよいまちづくり協議会が南丹市からの指定管理委託で運営する五ヶ荘小学校の跡地活用施設